# Jevgeni Lagoenov
Jevgeni Aleksandrovitsj Lagoenov (Russisch: Евгений Александрович Лагунов) (Archangelsk, 14 december 1985) is een Russische zwemmer. Lagoenov vertegenwoordigde zijn vaderland op de Olympische Zomerspelen 2004 in Athene, op de Olympische Zomerspelen 2008 in Peking en op de Olympische Zomerspelen 2012 in Londen.

## Carrière
Lagoenov maakte zijn internationale debuut op de Europese kampioenschappen zwemmen 2004 in Madrid, in Madrid sleepte de Rus samen met Andrej Kapralov, Ivan Oesov en Denis Pimankov de zilveren medaille in de wacht op de 4x100 meter vrije slag. Tijdens de Olympische Spelen in Athene eindigde Lagoenov met zijn ploeggenoten, Andrej Kapralov, Denis Pimankov en Aleksandr Popov, als vijfde op de 4x100 meter vrije slag. Twee maanden na de Spelen nam de Rus deel aan de wereldkampioenschappen kortebaanzwemmen 2004 in Indianapolis, op dit toernooi strandde hij in de halve finales van de 100 meter vrije slag en de series van de 50 meter vrije slag. Op de 4x100 meter vrije slag eindigde hij samen met Aleksej Zatsepin, Arkadi Vjatsjanin en Joeri Priloekov als zesde. Op de Europese kampioenschappen kortebaanzwemmen 2004 in het Oostenrijkse Wenen strandde Lagoenov in de series van de 50, 100 en 200 meter vrije slag, op de 4x50 meter vrije slag wist hij met de Russische ploeg ook geen finaleplaats af te dwingen.

### 2005-2008
Op de wereldkampioenschappen zwemmen 2005 in Montreal werd Lagoenov in de halve finale van de 50 meter vrije slag uitgeschakeld, op de 100 en 200 meter vrije slag strandde hij in de series. Op de 4x100 meter vrije slag eindigde hij samen met Andrej Kapralov, Denis Pimankov en Ivan Oesov als zevende. Op de 4x200 meter vrije slag en de 4x100 meter wisselslag zwom Lagoenov alleen in de series, maar door de tweede plaats die Arkadi Vjatsjanin, Dmitri Komornikov, Igor Martsjenko en Andrej Kapralov behaalden op de 4x100 meter wisselslag ontving de Rus een zilveren medaille voor zijn inspanningen. Tijdens de Europese kampioenschappen kortebaanzwemmen 2005 in Triëst behaalde Lagoenov de bronzen medaille op de 100 meter vrije slag en eindigde hij als achtste op de 50 meter vrije slag. Op de 200 meter vrije slag en de 4x50 meter vrije slag werd de Rus in de series uitgeschakeld.
Op de wereldkampioenschappen kortebaanzwemmen 2006 in Shanghai eindigde Lagoenov als zevende op de 100 meter vrije slag, maar werd hij uitgeschakeld in de series van de 200 meter vrije slag. Op de 4x100 meter vrije slag eindigde hij samen met Andrej Gretsjin, Andrej Kapralov en Arkadi Vjatsjanin net naast het podium, als vierde. Op de 4x100 meter wisselslag werd hij wederom vierde, ditmaal waren Arkadi Vjatsjanin, Dmitri Komornikov en Jevgeni Korotysjkin zijn ploeggenoten. Tijdens de Europese kampioenschappen zwemmen 2006 in Boedapest eindigde Lagoenov als zevende op de 100 meter vrije slag en als achtste op de 50 meter vrije slag. Op de 4x100 meter vrije slag sleepte hij samen met Andrej Gretsjin, Ivan Oesov en Andrej Kapralov de zilveren medaille in de wacht en op de 4x200 meter vrije slag eindigde hij als vijfde, ditmaal waren Nikita Lobintsev, Andrej Kapralov en Joeri Priloekov zijn ploeggenoten. Op de 4x100 meter wisselslag zwom de Rus alleen in de series. In Helsinki, op de Europese kampioenschappen kortebaanzwemmen 2006, strandde hij in de series van de 50, 100 en 200 meter vrije slag. Op de 4x50 meter vrije slag eindigde hij samen met Andrej Gretsjin, Jevgeni Korotysjkin en Arkadi Vjatsjanin als zevende en op de 4x50 meter wisselslag bereikte hij de vijfde plaats, Arkadi Vjatsjanin, Sergej Gejbel en Jevgeni Korotysjkin waren de ploeggenoten van Lagoenov.
Op de wereldkampioenschappen zwemmen 2007 in Melbourne werd Lagoenov uitgeschakeld in de series van de 100 en de 200 meter vrije slag. Op de 4x200 meter vrije slag eindigde de Rus samen met Andrej Kapralov, Nikita Lobintsev en Sergej Peroenin als zesde. Op de 4x100 meter wisselslag sleepte hij samen met Arkadi Vjatsjanin, Dimitri Komornikov en Nikolaj Skvortsov de bronzen medaille in de wacht. Op de Europese kampioenschappen kortebaanzwemmen 2007 in Debrecen strandde Lagoenov in de halve finales van de 50 meter vrije slag en in de series van de 100 en 200 meter vrije slag. Op de 4x50 meter vrije slag eindigde de Rus als vierde samen met Sergej Fesikov, Andrej Gretsjin en Aleksandr Soechoroekov.
Op de Europese kampioenschappen zwemmen 2008 in Eindhoven strandde Lagoenov in de series van zowel de 50 als de 100 meter vrije slag. Op de 4x200 meter vrije slag veroverde hij samen met Nikita Lobintsev, Aleksandr Soechoroekov en Joeri Priloekov de zilveren medaille. Enkele weken later nam de Rus deel aan de wereldkampioenschappen kortebaanzwemmen 2008 in Manchester waar hij strandde in de series van de 100 meter vrije slag. Op de 4x100 meter vrije slag eindigde hij als zevende samen met Andrej Gretsjin, Andrej Kapralov en Aleksandr Soechoroekov. Met Nikita Lobintsev, Michail Politsjoek en Aleksandr Soechoroekov eindigde hij als vijfde op de 4x200 meter vrije slag. Op de Olympische Zomerspelen 2008 in Peking strandde Lagoenov in de series van de 50 en de 100 meter vrije slag en de 4x100 meter vrije slag. Op de 4x200 meter vrije slag sleepte de Rus samen met Nikita Lobintsev, Danila Izotov en Aleksandr Soechoroekov de zilveren medaille in de wacht, het kwartet verbeterde tevens het Europees record. Op de 4x100 meter wisselslag verbeterde hij samen Arkadi Vjatsjanin, Roman Sloednov en Jevgeni Korotysjkin het Europees record, het viertal bereikte hiermee de vierde plaats. Op de Europese kampioenschappen kortebaanzwemmen 2008 in Rijeka sleepte Lagoenov de bronzen medaille in de wacht op de 50 meter vrije slag en op de 100 meter vrije slag eindigde hij op de vierde plaats. Op de 4x50 meter vrije slag eindigde hij samen met Andrej Gretsjin, Sergej Fesikov en Aleksandr Soechoroekov als vierde. Op de 4x50 meter wisselslag won hij de zilveren medaille met zijn ploeggenoten Stanislav Donets, Sergej Gejbel en Jevgeni Korotysjkin.

### 2009-heden
Op de wereldkampioenschappen zwemmen 2009 in Rome veroverde Lagoenov samen met Andrej Gretsjin, Danila Izotov en Aleksandr Soechoroekov de zilveren medaille op de 4x100 meter vrije slag, op de 100 meter vrije slag kwam hij niet verder dan de halve finale. Samen met Michail Politsjoek, Sergej Peroenin en Aleksandr Soechoroekov vormde hij een team in de series van de 4x200 meter vrije slag, in de finale legden Politsjoek en Soechoroekov samen met Nikita Lobintsev en Danila Izotov beslag op de zilveren medaille. Voor zijn aandeel in de series ontving ook Lagoenov de zilveren medaille. Op de 4x100 meter wisselslag zwom hij samen met Arkadi Vjatsjanin, Grigori Falko en Jevgeni Korotysjkin, in de finale werd hij vervangen door Andrej Gretsjin die samen met de andere drie op de zesde plaats eindigde. Later dat jaar behaalde hij het brons op de 100 meter vrije slag op de Europese kampioenschappen kortebaanzwemmen 2009 in Istanboel, op de 50 meter vrije slag eindigde hij als vijfde. Samen met Sergej Fesikov, Oleg Tichobajev en Andrej Gretsjin eindigde als vierde op de 4x50 meter vrije slag. Op de 4x50 meter wisselslag vormde hij samen met Stanislav Donets, Stanislav Lachtjoechov en Jevgeni Korotysjkin een team in de series, in de finale sleepten Donets en Korotysjkins samen met Sergej Gejbel en Sergej Fesikov de Europese titel in de wacht. Lagoenov zag zijn inspanningen in de series beloond met een gouden medaille.
Tijdens de Europese kampioenschappen zwemmen 2010 in Boedapest veroverde Lagoenov de zilveren medaille op de 100 meter vrije slag, olympisch kampioen Alain Bernard wist hem slechts drie honderdste van een seconde voor te blijven. Samen met Andrej Gretsjin, Nikita Lobintsev en Danila Izotov sleepte hij de Europese titel in de wacht op de 4x100 meter vrije slag, op de 4x100 meter vrije slag legde hij samen met Stanislav Donets, Roman Sloednov en Jevgeni Korotysjkin beslag op de zilveren medaille. Samen met Sergej Peroenin, Michail Politsjoek en Aleksandr Soechoroekov zwom hij in de series van de 4x200 meter vrije slag, in de finale legden Peroenin en Soechoroekov samen met Nikita Lobintsev en Danila Izotov beslag op de Europese titel. Voor zijn aandeel in de series ontving ook Lagoenov de gouden medaille. Op de Europese kampioenschappen kortebaanzwemmen 2010 in Eindhoven veroverde de Rus de zilveren medaille op de 100 meter vrije slag en de bronzen medaille op de 200 meter vrije slag, daarnaast eindigde hij als vierde op de 50 meter vrije slag. Op de 4x50 meter vrije slag legde hij samen met Danila Izotov, Vitali Syrnikov en Vladimir Brjoechov beslag op de bronzen medaille. In Dubai nam Lagoenov deel aan de wereldkampioenschappen kortebaanzwemmen 2010. Op dit toernooi veroverde hij samen met Nikita Lobintsev, Danila Izotov en Aleksandr Soechoroekov de wereldtitel op de 4x200 meter vrije slag, samen met Sergej Fesikov, Nikita Lobintsev en Danila Izotov sleepte hij de zilveren medaille in de wacht op de 4x100 meter vrije slag.
Tijdens de wereldkampioenschappen zwemmen 2011 in Shanghai eindigde hij samen met Andrej Gretsjin, Nikita Lobintsev en Sergej Fesikov als vijfde op de 4x100 meter vrije slag, op de 4x200 meter vrije slag strandde hij samen met Danila Izotov, Artem Loboezov en Aleksandr Soechoroekov in de series. Op de Europese kampioenschappen kortebaanzwemmen 2011 in Szczecin eindigde Lagoenov als zesde op de 100 meter vrije slag, daarnaast werd hij uitgeschakeld in de halve finales van de 50 meter vrije slag en in de series van de 200 meter vrije slag. Op de 4x50 meter vrije slag legde hij samen met Sergej Fesikov, Andrej Gretsjin en Nikita Konovalov beslag op de zilveren medaille. Samen met Sergej Makov, Stanislav Lachtjoechov en Nikita Konovalov zwom hij in de series van de 4x50 meter wisselslag, in de finale veroverden Vitali Borisov, Sergej Gejbel, Jevgeni Korotysjkin en Sergej Fesikov de zilveren medaille. Voor zijn aandeel in de series ontving ook Lagoenov de zilveren medaille.
In Londen nam de Rus deel aan de Olympische Zomerspelen van 2012. Op dit toernooi zwom hij samen met Andrej Gretsjin, Sergej Fesikov en Nikita Lobintsev in de series van de 4x100 meter vrije slag, in de finale sleepten Gretsjin en Lobintsev samen met Vladimir Morozov en Danila Izotov de bronzen medaille in de wacht. Voor zijn inspanningen in de series ontving Lagoenov eveneens de bronzen medaille. Op de 4x200 meter vrije slag werd hij samen met Artem Loboezov, Michail Politsjoek en Aleksandr Soechoroekov uitgeschakeld in de series. Tijdens de Europese kampioenschappen kortebaanzwemmen 2012 in Chartres behaalde Lagoenov de zilveren medaille op de 100 meter vrije slag, op de 200 meter vrije slag eindigde hij op de zevende plaats. Samen met Vladimir Morozov, Andrej Gretsjin en Vitali Syrnikov veroverde hij de zilveren medaille op de 4x50 meter vrije slag, op de 4x50 meter wisselslag legde hij samen met Vladimir Morozov, Oleg Oetechin en Jevgeni Korotysjkin beslag op de zilveren medaille. Op de wereldkampioenschappen kortebaanzwemmen 2012 in Istanboel sleepte de Rus de bronzen medaille in de wacht op de 100 meter vrije slag. Samen met Vladimir Morozov, Vjatsjeslav Androesenko en Artem Loboezov eindigde hij als vierde op de 4x100 meter vrije slag, op de 4x200 meter vrije slag eindigde hij samen met Artem Loboezov, Dmitri Jermakov en Vjatsjeslav Androesenko op de vierde plaats. Samen met Stanislav Donets, Vjatsjeslav Sinkevitsj en Vjatsjeslav Proednikov zwom hij in de series van de 4x100 meter wisselslag, in de finale veroverden Donets en Sinkevitsj samen met Nikolaj Skvortsov en Vladimir Morozov de zilveren medaille. Voor zijn aandeel in de series werd Lagoenov beloond met eveneens de zilveren medaille.

## Internationale toernooien
| Jaar | Olympische Spelen                                                                                          | WK langebaan | WK kortebaan | EK langebaan | EK kortebaan |
| ---- | --- | --- | --- | --- | --- |
| 2004 | 4e 4x100m vrije slag                                                                                       | | 22e 50m vrije slag · 15e 100m vrije slag · 6e 4x100m vrije slag · 4x100m wisselslag · Lagoenov zwom enkel de series | 4x100m vrije slag | 34e 50m vrije slag 20e 100m vrije slag 16e 200m vrije slag 10e 4x50m vrije slag                                                     |
| 2005 | | 16e 50m vrije slag · 17e 100m vrije slag · 29e 200m vrije slag · 7e 4x100m vrije slag · 6e 4x200m vrije slag · Lagoenov zwom enkel de series · 4x100m wisselslag · Lagoenov zwom enkel de series | | | 8e 50m vrije slag · 100m vrije slag · 22e 200m vrije slag · 10e 4x50m vrije slag                                                    |
| 2006 | | | 7e 100m vrije slag 14e 200m vrije slag 4e 4x100m vrije slag                                                         | 8e 50m vrije slag · 7e 100m vrije slag · 4x100m vrije slag · 5e 4x200m vrije slag · 4x100m wisselslag · Lagoenov zwom enkel de series | 22e 50m vrije slag 20e 100m vrije slag 12e 200m vrije slag 7e 4x50m vrije slag                                                      |
| 2007 | | 24e 50m vrije slag · 17e 100m vrije slag · DQ 4x100m vrije slag · 6e 4x200m vrije slag · 4x100m wisselslag                                                                                       | | | 13e 50m vrije slag 18e 100m vrije slag 15e 200m vrije slag 4e 4x50m vrije slag                                                      |
| 2008 | 21e 50m vrije slag · 18e 100m vrije slag · 9e 4x100m vrije slag · 4x200m vrije slag · 4e 4x100m wisselslag | | 16e 100m vrije slag 7e 4x100m vrije slag 5e 4x200m vrije slag                                                       | 17e 50m vrije slag · 19e 100m vrije slag · DQ 4x100m vrije slag · 4x200m vrije slag                                                   | 50m vrije slag · 4e 100m vrije slag · 4e 4x50m vrije slag · 4x50m wisselslag                                                        |
| 2009 | | 13e 100m vrije slag · 4x100m vrije slag · 4x200m vrije slag · Lagoenov zwom enkel de series · 6e 4x100m wisselslag · Lagoenov zwom enkel de series                                               | | | 5e 50m vrije slag · 100m vrije slag · 4e 4x50m vrije slag · 4x50m wisselslag · Lagoenov zwom enkel de series                        |
| 2010 | | | 4x100m vrije slag · 4x200m vrije slag                                                                               | 100m vrije slag · 4x100m vrije slag · 4x200m vrije slag · Lagoenov zwom enkel de series · 4x100m wisselslag                           | 4e 50m vrije slag · 100m vrije slag · 200m vrije slag · 4x50m vrije slag                                                            |
| 2011 | | 5e 4x100m vrije slag 11e 4x200m vrije slag | | | 15e 50m vrije slag · 6e 100m vrije slag · 12e 200m vrije slag · 4x50m vrije slag · 4x50m wisselslag · Lagoenov zwom enkel de series |
| 2012 | 4x100m vrije slag · Lagoenov zwom enkel de series · 10e 4x200m vrije slag                                  | | 100m vrije slag · 4e 4x100m vrije slag · 4e 4x200m vrije slag · 4x100m wisselslag · Lagoenov zwom enkel de series   | geen deelname | serie 50m vrije slag · 100m vrije slag · 7e 200m vrije slag · 4x50m vrije slag · 4x50m wisselslag                                   |

## Persoonlijke records
Bijgewerkt tot en met 19 april 2012
Kortebaan
| Afstand         | Tijd    | Datum            | Plaats    |
| --------------- | ------- | ---------------- | --------- |
| 50m vrije slag  | 20,89   | 10 december 2009 | Istanboel |
| 100m vrije slag | 45,36   | 11 december 2009 | Istanboel |
| 200m vrije slag | 1.43,33 | 15 november 2009 | Berlijn   |

Langebaan
| Afstand         | Tijd    | Datum         | Plaats |
| --------------- | ------- | ------------- | ------ |
| 50m vrije slag  | 22,10   | 28 april 2009 | Moskou |
| 100m vrije slag | 47,90   | 26 juli 2009  | Rome   |
| 200m vrije slag | 1.47,47 | 19 april 2012 | Moskou |